# Војвоткиње Нови Сад
Војвоткиње Нови Сад је клуб америчког фудбала из Нови Сад у Србији. Основан је 2011. године и своје утакмице игра на стадиону „ФК Кабела“ у Новом Саду. Војвтоткиње се такмиче у највишем рангу такмичења за жене у Србији - Флег лиги, група Север. Најстарији су женски клуб у земљи и на Балкану.